# Selaginella pulvinata
Selaginella pulvinata là một loài dương xỉ trong họ Selaginellaceae. Loài này được Hook. & Grev. Maxim. mô tả khoa học đầu tiên năm 1859.